# 異常
異常（いじょう）とは、「正常でない」「通常でない」「健常でない」「異変である」などとされることの総称。特に人に向けて使われる場合は、犯罪学や社会心理学において、ラベリング理論で指摘されるような手法を採る場合に好んで用いられてきた。
倫理面において、何をもって異常と為すかは議論が多く（伝統的な倫理学では「正しさ」を扱うが、「異常」の規定は行わない）、一定の見解は存在しない。例えば、同性愛などは一時期は異常とされたが、現在は容認する国も少なからずあることが挙げられる（性に関しては変態も参照）。ただし、優生学の呼び換えとして、先天異常、染色体異常などといった概念が用いられる傾向があるが、やはり前提となる「何を異常とするか」についての検証が欠落している。

## 「異常」の定義について
元々は異常というものの定義自体が存在しなかったと思われる。これは、神話などで混沌とした状態が描かれている事にて分かる。しかし、やがて優劣的な観点で倫理的なものが広がるにつれ、権力的に優位に立つ者の他者に対する差別的意識にて異常という概念が生まれたと考えられる。
権力的に弱い位置に立つものという意味から派生し、力関係として弱いものに対しても異常という言葉が使われるようになったと思われる。
「肉体の異常」
肉体に関して異常とされるものに奇形、病気、怪我などがある。しかし、本人が必要以上に心配している場合には身体醜形障害と見なされる。
「精神の異常」
精神に関して異常とされるものは精神病、パーソナリティ障害などである。しかし、これに関する基準は曖昧であり、必ずしも異常と言えないのではないかという意見もある。
「製造物の異常」
製造物に関する異常は初期不良、故障、バグなどである。エラーも参照。

## 統計上の異常
ある共通する性質を持つ集合に、数量で表せる別の性質があった場合、全ての要素の性質の数量の平均値等の基準より、数量が著しく大きい要素と、著しく小さい要素を、異常な性質の要素と見なす場合がある。
例えば知能指数の場合、生活年齢によって知能指数の表す知的能力は変化する。生活年齢の集合が違う場合、知能指数100の5歳児と知能指数100の10歳児の知的能力は同じではない。同じ生活年齢の集合は知的能力の中間値は、100で表される。知能指数100の要素が最も多く、100より高い場合でも、低い場合でも、100に近い知能指数ほど要素が多い。知能指数130以上が異常に知的能力が高いとされ、70以下が異常に知的能力が低いとされる。それぞれの異常な要素は、全体の2.27％ずつ存在し、残りの約95％が、通常の知的能力を持つ要素である。
異常な性質の数量が存在しない集合もある。山の定義には、一定の周囲からの相対的な高さを用いることがある。この場合、最も低い山やそれに近い低さの山が多数存在し、定義に含まれる山の高さの平均値と、それほど高さが変わらず、異常に低い山は存在しない。最も高い山はどの地域にも普通一山しか存在せず、最高に近づくほど段階別の山数は少なくなるから、異常に高い山は、その地域と山の定義によって、ある数が存在する。

## 優劣の評価
劣っている物や人物への蔑称として「異常」という言葉が使われる事がある。
逆に非常に優れた物や人物への畏怖の念を込めて、「異常」という言葉が使われる事もある。

## 「異常」と「異状」の使い分け
日本語における「異常」と「異状」の2つの単語は、発音が同じである上に意味も似通っている。大まかな使い分け方はあるもののグレーゾーンも存在し、それゆえ書き間違いや変換ミスは後を絶たない。
使い分けは以下の通りである。
- 異常 - 普通とは違うさまを示す。「異常だ」「異常な」という形容動詞や「異常事態」「異常気象」などの複合語として用いることが多い。正常の対義語。大辞林第二版による説明： 異常
- 異状 - 普通とは違うさまのほか、事物の中にある普通とは違う箇所という意味にも用いる。形容動詞になることはないが、1個2個と数えることができる。大辞林第二版による説明： 異状